# Kleverlaan
De Kleverlaan is een weg in Noord-Holland die Haarlem en Bloemendaal met elkaar verbindt. De weg loopt vanaf de kruising Schoterweg en Kloosterstraat in Haarlem in westelijke richting naar Bloemendaal. Hij kruist de Westelijke Randweg (N208) en vlak hierna de spoorlijn Haarlem - Uitgeest. Na het passeren van de spoorwegovergang ligt de weg in de gemeente Bloemendaal en loopt in westelijke richting tot hij zich splitst in de Korte Kleverlaan en de Busken Huetlaan. Beide wegen komen uit op de Bloemendaalseweg.

## Geschiedenis

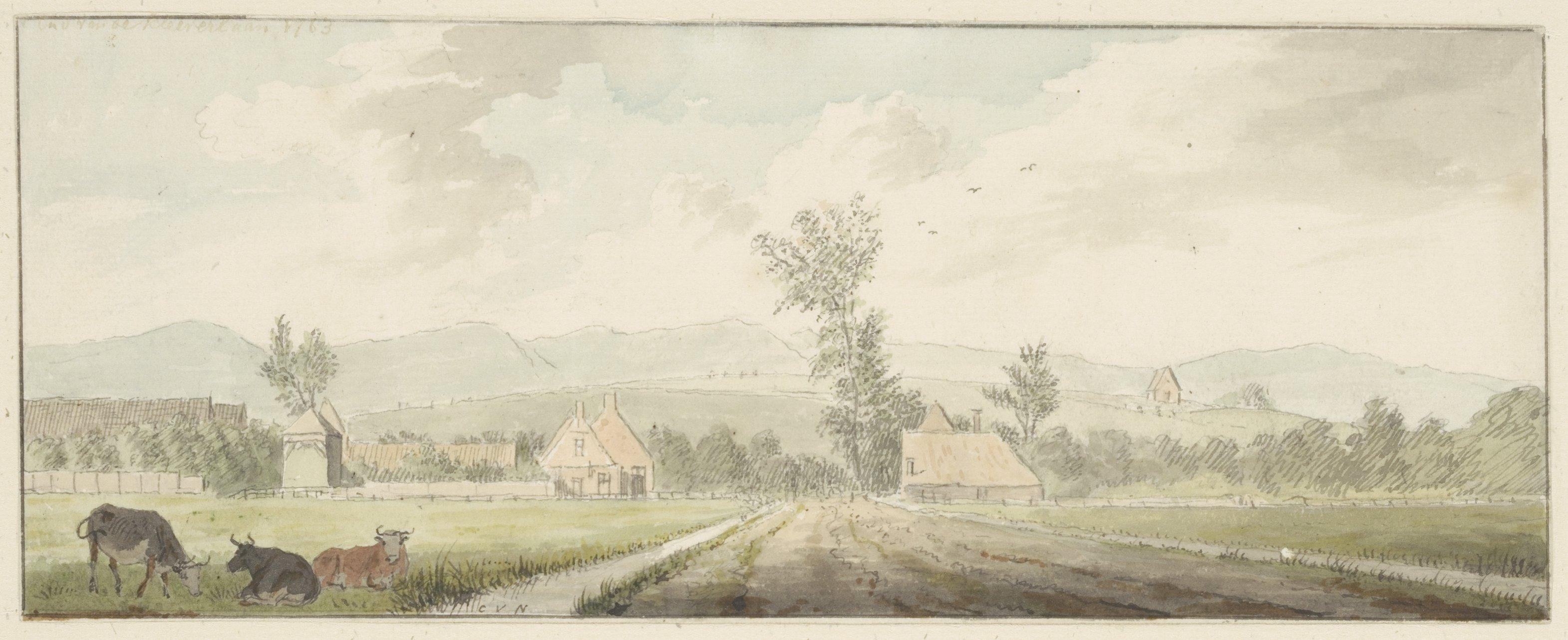
De Kleverlaan kijkend richting de duinen bij Bloemendaal. Vervaardigd in 1763 door Cornelis van Noorde

In 1250 werd het Huis ter Kleef, toen nog Huis te Schoten genoemd gebouwd aan de landweg tussen de voormalige gemeente Schoten en Bloemendaal. Toen dit kasteel in handen kwam van de familie Van Borssele omstreeks 1433 werd de naam gewijzigd in Huis ter Kleef. Tijdens het Spaanse Beleg van Haarlem tussen 1572 en 1573 fungeerde dit kasteel als hoofdkwartier van de Spanjaarden en Don Frederik, de zoon van de Hertog van Alva. In 1573 blies hij het kasteel op om te voorkomen dat deze in handen zou vallen van de Geuzen. Sindsdien resteert enkel de ruïne en de in 1560 gebouwde Kaatsbaan die op de voorburcht lag, beide zijn opgenomen in de openbaar toegankelijke Haarlemmer Kweektuin.
Sinds 1630 lag aan de Kleverlaan de herberg Huis ter Spijt. In de 18de eeuw was deze herberg tot een kapitale hofstede geworden op de hoek met het Santpoortervoetpad aan de zuidelijke zijde van de Kleverlaan. Huis ter Spijt raakte met de bouw van de Ripperdakazerne en de Kleverparkbuurt steeds meer landerijen kwijt. In 1923 werden de opstallen van de boerderij gesloopt. Een gedeelte van het voetpad naar de vroegere boerderij kreeg de naam Ter Spijtstraat.

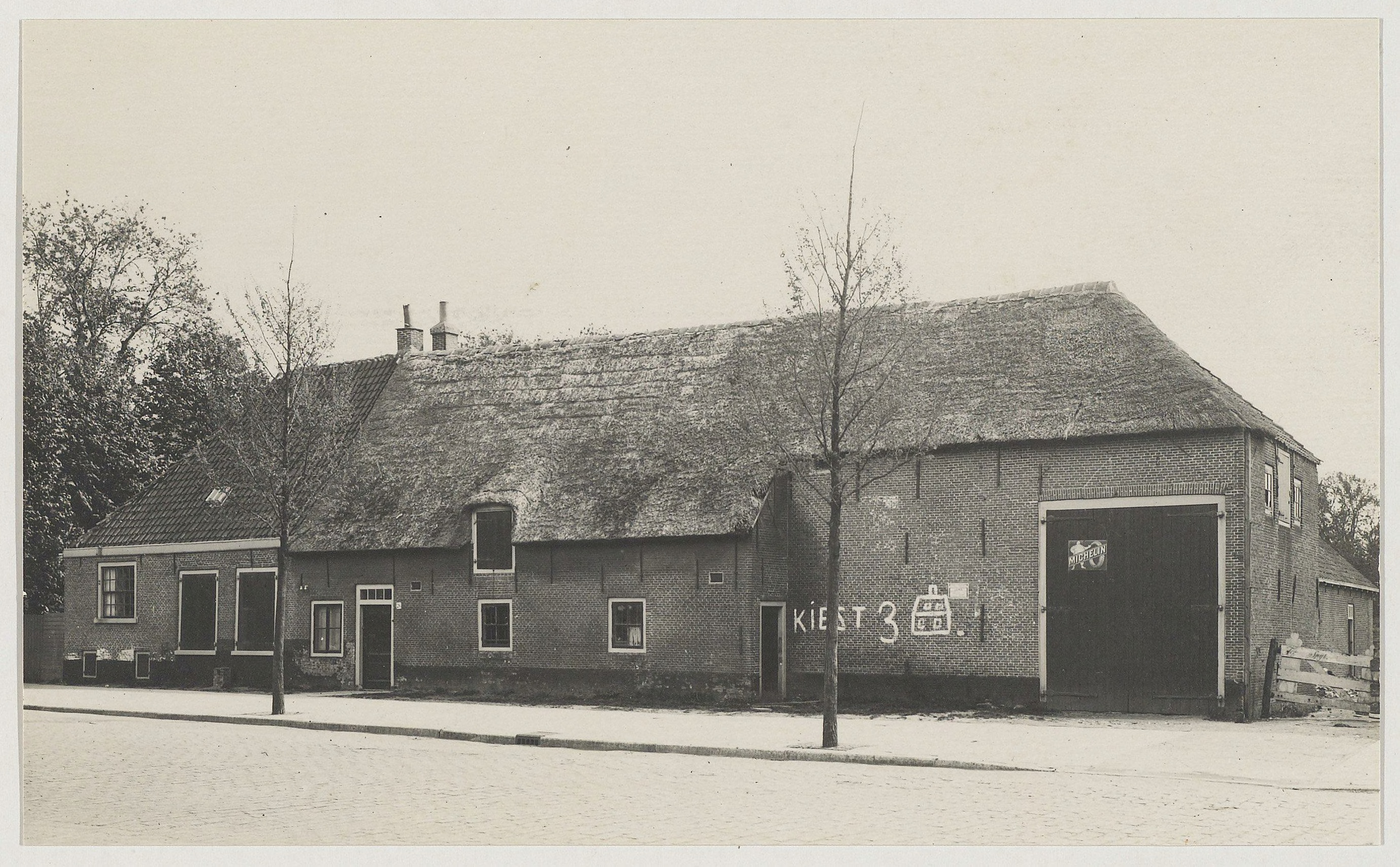
Boerderij "Huis ter Spijt" aan de Kleverlaan. Rechts op de muur een verkiezingsleus.

Op de hoek van de Kleverlaan met de Schoterweg lag Buitenplaats Akendam. Dit buiten was in 1826 in handen gekomen van tuin- en landschapsarchitect Jan David Zocher. Hij verkocht de buitenplaats door aan de gemeente Haarlem die op zoek was naar een plek om een begraafplaats aan te leggen. Zocher maakte in 1828 een ontwerp voor een nieuwe begraafplaats. In 1832 vond de eerste begraving plaats op de Begraafplaats Kleverlaan, die destijds Begraafplaats Akendam werd genoemd.

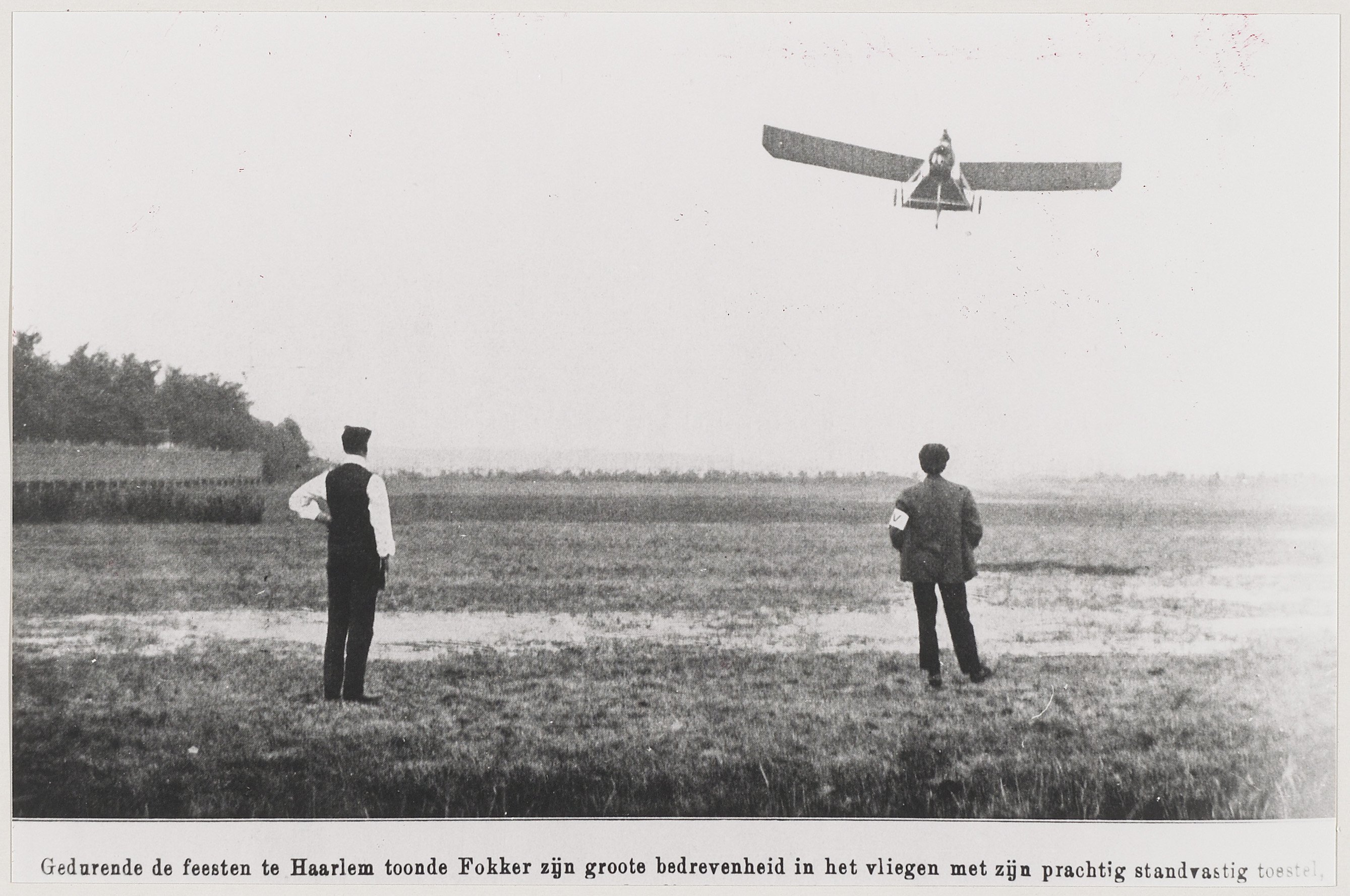
Anthonie Fokker met zijn toestel bij de Kleverlaan

Op 31 augustus 1911 hield Anthony Fokker een vliegdemonstratie vanaf een terrein aan de Kleverlaan ter hoogte van de Schoterveense Molen.
Aan de Kleverlaan, Hedastraat, Engelzstraat en Dusarstraat ligt het in de periode 1921 - 1923 gebouwde woningcomplex Onder Dak. Het werd ontworpen door J. Roodenburgh voor de coöperatieve vereniging Onder Dak en is beschermd als rijksmonument.
Vanaf de jaren twintig van de twintigste eeuw lag aan de Kleverlaan het buitenzwembad de "Kleef". Het werd in 1982 afgebroken.

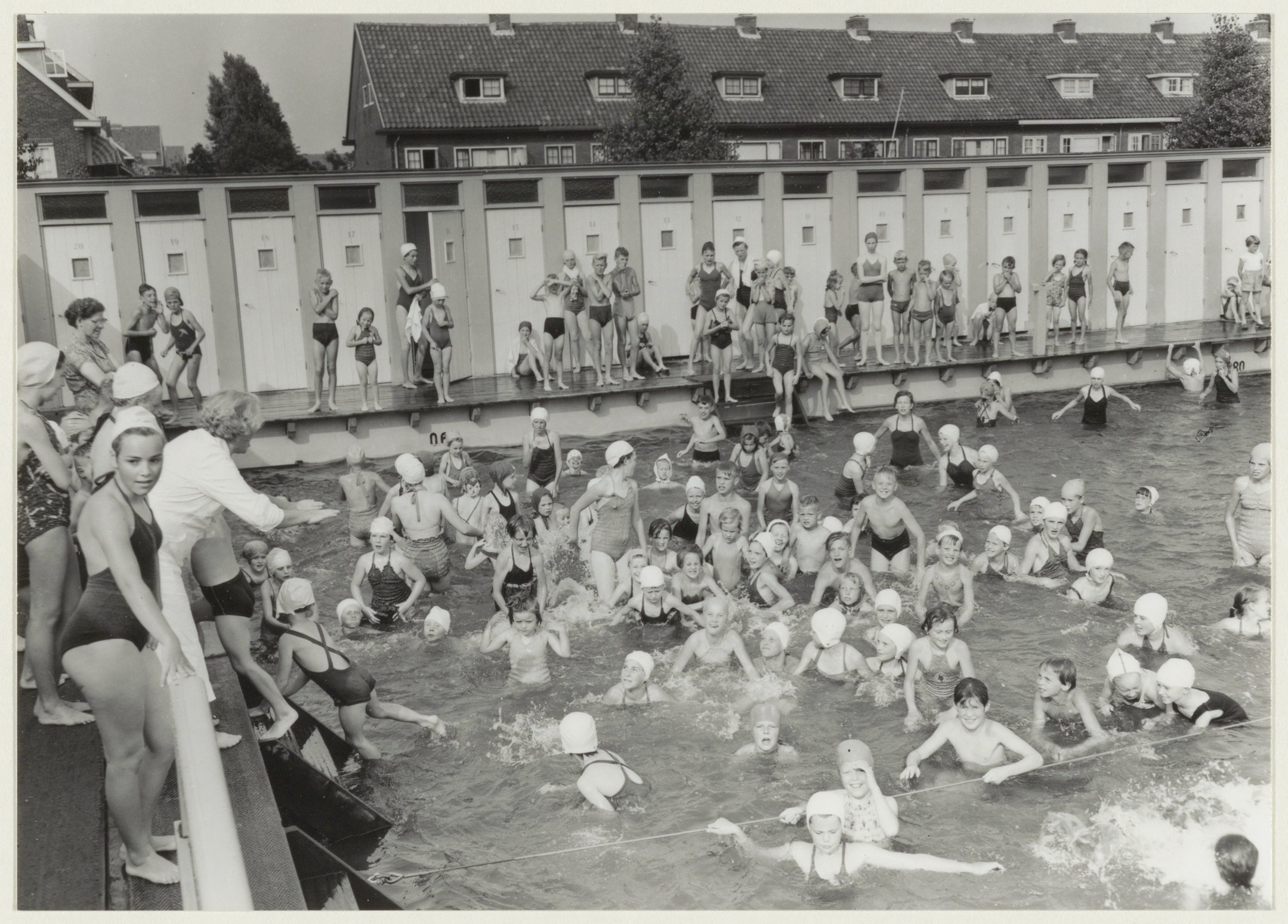
Het Zwembad "Kleef" aan de Kleverlaan anno 1955

## Openbaar vervoer
Op 1 juni 1888 werd de Halte Kleverlaan aan de Spoorlijn Haarlem - Uitgeest (Kennemerlijn) in gebruik genomen. Deze halte was gelegen op de grens met de gemeente Bloemendaal en was in gebruik tot 1 mei 1900 toen even verderop Station Bloemendaal werd geopend.
Op 5 oktober 1900 opende de Eerste Nederlandsche Electrische Tram-Maatschappij (ENET) een 2,7 km lange tramlijn tussen het Station Haarlem en Bloemendaal. De tramlijn die een van de Haarlemse trams was reed aanvankelijk vanaf het Kennemerplein naar de eindhalte aan de Korte Kleverlaan in Bloemendaal. Na het gereedkomen van het verhoogd emplacement van Station Haarlem vertrok de tram vanaf het Stationsplein. Vanaf hier volgde hij de route Staten Bolwerk, Van Ostadestraat, Kleverparkweg en de Kleverlaan. De lijn was aanvankelijk aangelegd in enkelspoor, er was een wisselplaats nabij het Kleverpark. In 1914 werd de lijn verdubbeld.
De tramlijn kruiste de HSM-spoorlijn Haarlem – Uitgeest gelijkvloers. De HSM weigerde aanvankelijk toestemming te verlenen voor de tramkruising, maar moest deze na ministerieel ingrijpen toestaan. In 1929 toen alle lokale tramlijnen werden genummerd kreeg deze lijn het nummer 2. Er bestonden plannen om de lijn om te bouwen naar normaalspoor, maar door de crisis van de jaren 1930 werden deze niet doorgezet. Op 1 mei 1934 werd bij de spoorwegovergang van de Kennemerlijn nog een nieuw seinhuisje in gebruik genomen. Op 6 september 1934 werd de tramlijn naar Bloemendaal vervangen door een busdienst.